# Orchid Memories. A tribute to Gunnar Seidenfaden
Orchid Memories. A tribute to Gunnar Seidenfaden (abreviado Orchid Memories) es un libro con ilustraciones y descripciones botánicas que fue escrito conjuntamente por K.S.Manilal & C.Sathish Kumar y publicado en el año 2004. Este es el primer libro llevado a cabo en conmemoración del legendario orquideólogo, el fallecido Gunnar Seidenfaden (1908-2001).